# Kanton Vendôme-1
Vendôme-1 is een voormalig kanton van het Franse departement Loir-et-Cher. Het kanton maakte deel uit van het arrondissement Vendôme. Het werd opgeheven bij decreet van 21 februari 2014 met uitwerking op 22 maart 2015 en volledig opgenomen in het nieuwe kanton Vendôme.

## Gemeenten
Het kanton Vendôme-1 omvatte de volgende gemeenten:
- Azé
- Mazangé
- Naveil
- Thoré-la-Rochette
- Vendôme (deels, hoofdplaats)
- Villiers-sur-Loir